# Puch 125/175 SV

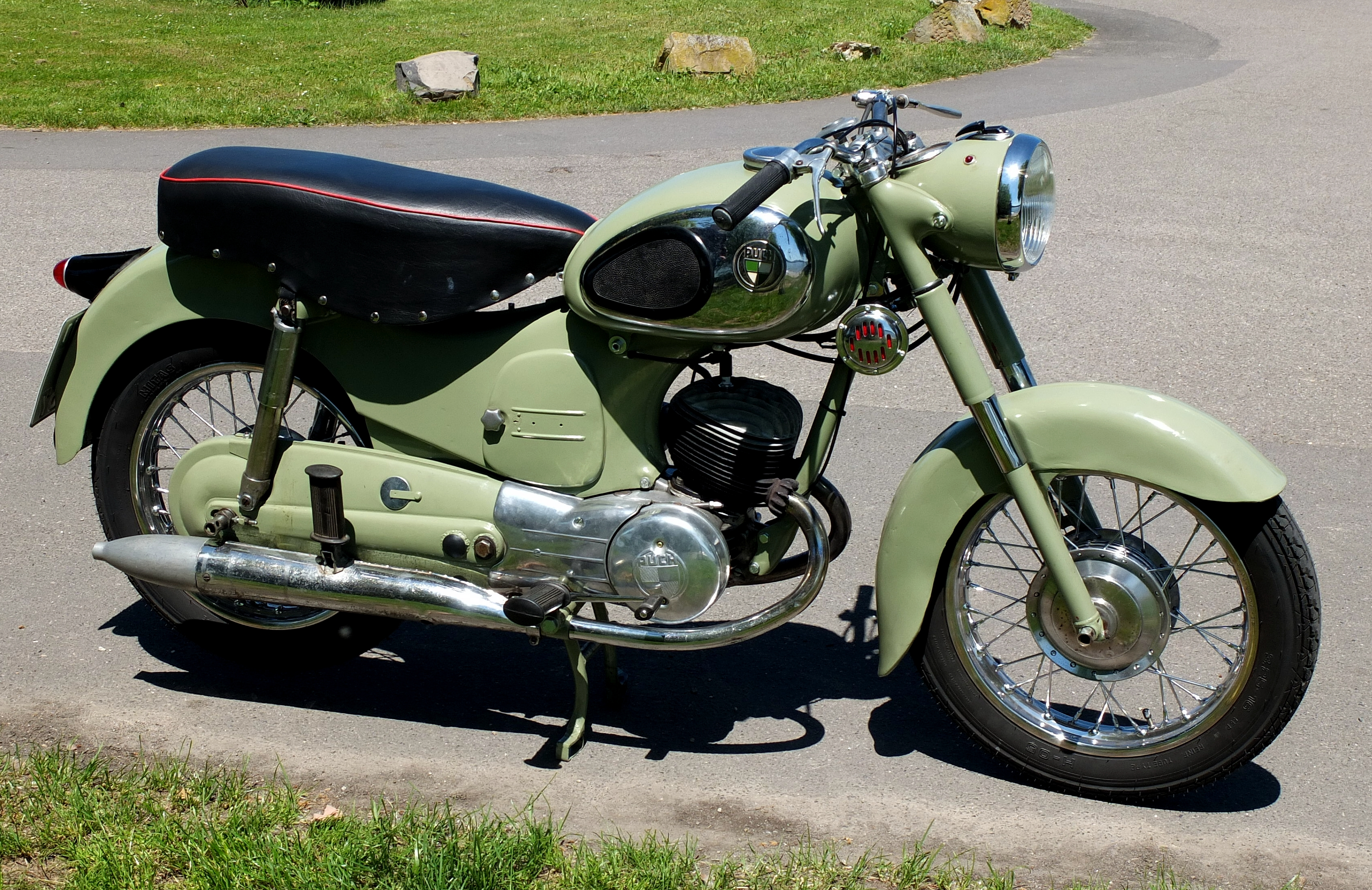
Puch 125 SV mit Sitzbank, Baujahr 1956

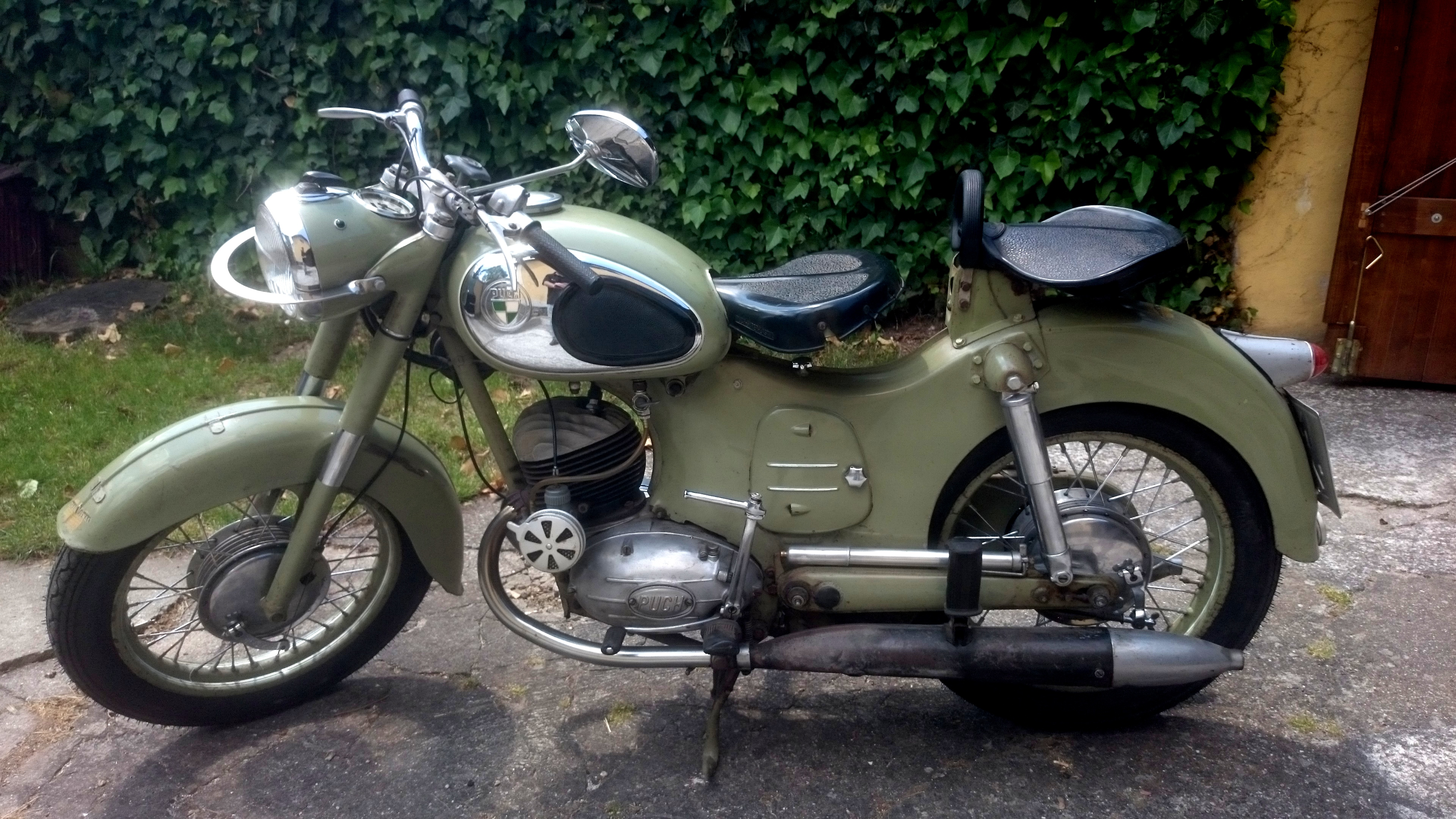
Puch 175 SV mit grüner Lackierung und im Originalzustand

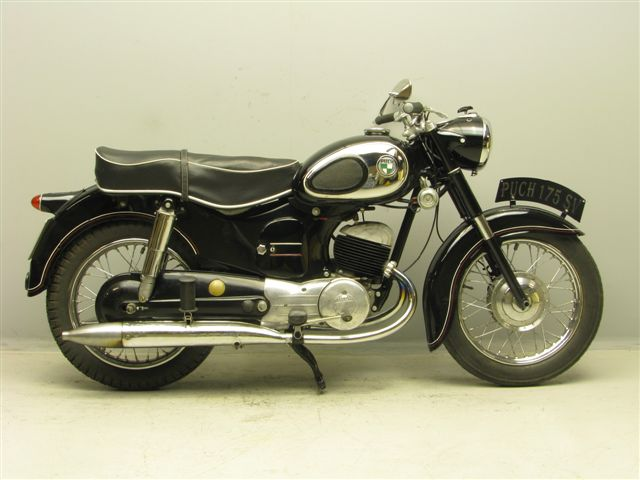
Puch 175 SV mit Sitzbank

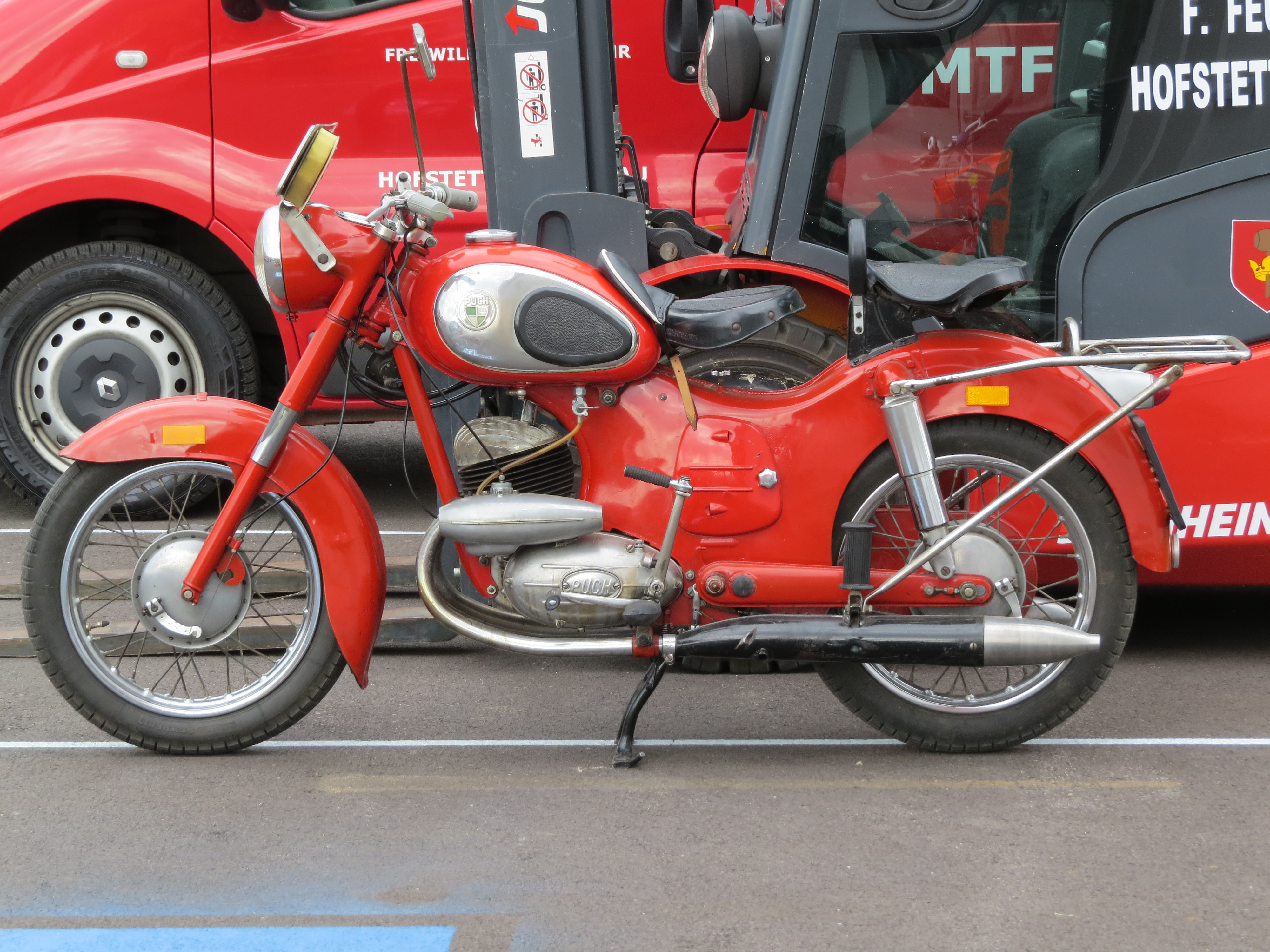
Puch 175 SV mit Einzelsitzen und augenfälliger Vergaserverkleidung

Die Puch 125 SV und die Puch 175 SV (Schwingarm-Vollnabenbremsen) sind von der österreichischen Steyr Daimler Puch AG zwischen 1953 und 1967 hergestellte Motorradmodelle. Beide Hubraumvarianten wurde auch als leistungsgesteigerte Puch 125 SVS und Puch 175 SVS (Schwingarm-Vollnabenbremsen-Sport) angeboten. Äußerliches Erkennungsmerkmal ist dabei je ein Vergaser links und rechts des Zylinders.

## Technik
Der Motor ist ein gleichstromgespülter Zweitakt-Doppelkolbenmotor, bei dem zwei Kolben in nebeneinander – in Fahrtrichtung gesehen hintereinander – liegenden Zylindern einen gemeinsamen Brennraum haben. Der hintere Kolben wird über ein Anlenkpleuel nach Entwicklung und Patent Arnold Zollers von einer gemeinsamen Kurbelwellenkröpfung geführt. Diese Bauart bewirkte durch ein asymmetrisches Steuerdiagramm einen gegenüber schlitzgesteuerten Einkolbenmotoren vergleichsweise geringen Kraftstoffverbrauch.
Der Rahmen ist ein aus Stahlblech gepresster Schalenrahmen mit geschlossenem torsionssteifem Profil. Der Hinterradkotflügel, der Batterie- und Werkzeugkasten sowie die oberen Lager für die Hinterradfederung bilden mit dem Schalenrahmen eine organische Einheit.
Die Sekundärkette zur Kraftübertragung auf das Hinterrad ist mittels Blechteilen vollgekapselt. Alle Modell hatten serienmäßig einen Antriebsstoßdämpfer in der Hinterradnabe sowie einen einstellbaren Lenkungsdämpfer.
Die Lackierung von Rahmen und Anbauteilen der Puch 125 SV und 175 SV war bis 1956 Blau, 1957 kurzzeitig Grün und anschließend bis zur Produktionseinstellung Schwarz. Die Sportversionen war während der ganzen Bauzeit einheitlich rot lackiert.
|                       | Puch 125 SV                                                                                       | Puch 125 SVS                                                                                      | Puch 175 SV                                                                                       | Puch 175 SVS                                                                                      |
| --------------------- | ------------------------------------------------------------------------------------------------- | ------------------------------------------------------------------------------------------------- | ------------------------------------------------------------------------------------------------- | ------------------------------------------------------------------------------------------------- |
| Baujahre              | 1953–1967                                                                                         | 1953–1967                                                                                         | 1953–1967                                                                                         | 1953–1967                                                                                         |
| Motor                 | fahrtwindgekühlter Doppelkolben-Zweitaktmotor nach Bauart Puch, Kickstarter                       | fahrtwindgekühlter Doppelkolben-Zweitaktmotor nach Bauart Puch, Kickstarter                       | fahrtwindgekühlter Doppelkolben-Zweitaktmotor nach Bauart Puch, Kickstarter                       | fahrtwindgekühlter Doppelkolben-Zweitaktmotor nach Bauart Puch, Kickstarter                       |
| Steuerung             | Schlitzsteuerung                                                                                  | Schlitzsteuerung                                                                                  | Schlitzsteuerung                                                                                  | Schlitzsteuerung                                                                                  |
| Ladungswechsel        | Gleichstromspülung                                                                                | Gleichstromspülung                                                                                | Gleichstromspülung                                                                                | Gleichstromspülung                                                                                |
| Bohrung × Hub         | (2 × 38) mm × 55 mm                                                                               | (2 × 38) mm × 55 mm                                                                               | (2 × 42) mm × 62 mm                                                                               | (2 × 42) mm × 62 mm                                                                               |
| Hubraum               | 124 cm³                                                                                           | 124 cm³                                                                                           | 172 cm³                                                                                           | 172 cm³                                                                                           |
| Verdichtung           | 6,5 : 1; ab 1957: 7,0 : 1                                                                         | 6,5 : 1; ab 1957: 7,0 : 1                                                                         | 6,5 : 1; ab 1957: 7,0 : 1                                                                         | 6,5 : 1; ab 1957: 7,0 : 1                                                                         |
| Nennleistung          | 6,5 PS (4,8 kW) bei 5800/min                                                                      | 8 PS (5,9 kW) bei 6200/min                                                                        | 10 PS (7,4 kW) bei 5800/min                                                                       | 12,3 PS (9 kW) bei 6200/min                                                                       |
| max. Drehmoment       | 1 kpm (9,8 Nm) bei 3500/min                                                                       | ?                                                                                                 | 1,3 kpm (12,7 Nm) bei 3700/min                                                                    | 1,35 kpm (13,2 Nm) bei 4500/min                                                                   |
| Gemischaufbereitung   | Puch P 18/2 oder Fischer Amal 19 E 1 K, später: Bing Schrägdüsenvergaser 1/24                     | 1 × Puch P 18/2, später: 1 × Fischer Amal 19 E 1 K (links) 1 × Fischer Amal 19 D 1 K              | Fischer Amal 24 E 1 A, später: Bing Schrägdüsenvergaser 1/24                                      | 1 × Fischer Amal 24 C 2 A (links) 1 × Fischer Amal 22 B 1 A (rechts)                              |
| Schmierung            | Zweitaktgemisch 1 : 25                                                                            | Zweitaktgemisch 1 : 25                                                                            | Zweitaktgemisch 1 : 25                                                                            | Zweitaktgemisch 1 : 25                                                                            |
| Zündung               | Batteriezündung, kontaktgesteuert                                                                 | Batteriezündung, kontaktgesteuert                                                                 | Batteriezündung, kontaktgesteuert                                                                 | Batteriezündung, kontaktgesteuert                                                                 |
| Getriebe              | 4-Gang-Wechselgetriebe mit Fußschaltung                                                           | 4-Gang-Wechselgetriebe mit Fußschaltung                                                           | 4-Gang-Wechselgetriebe mit Fußschaltung                                                           | 4-Gang-Wechselgetriebe mit Fußschaltung                                                           |
| Kupplung              | Mehrscheibenkupplung im Ölbad                                                                     | Mehrscheibenkupplung im Ölbad                                                                     | Mehrscheibenkupplung im Ölbad                                                                     | Mehrscheibenkupplung im Ölbad                                                                     |
| Sekundärübersetzung   | 19/40                                                                                             | 19/40                                                                                             | 19/40                                                                                             | 19/40                                                                                             |
| Endantrieb            | Rollenkette                                                                                       | Rollenkette                                                                                       | Rollenkette                                                                                       | Rollenkette                                                                                       |
| Rahmen                | Schalenrahmen, geschweißt                                                                         | Schalenrahmen, geschweißt                                                                         | Schalenrahmen, geschweißt                                                                         | Schalenrahmen, geschweißt                                                                         |
| Maße (L × B × H)      | 1925 × 685 × 925 mm                                                                               | 1925 × 685 × 925 mm                                                                               | 1925 × 685 × 925 mm                                                                               | 1925 × 685 × 925 mm                                                                               |
| Radstand              | 1265 mm                                                                                           | 1265 mm                                                                                           | 1265 mm                                                                                           | 1265 mm                                                                                           |
| Sitzhöhe              | 725 mm                                                                                            | 725 mm                                                                                            | 725 mm                                                                                            | 725 mm                                                                                            |
| Radaufhängung vorn    | Teleskopgabel, hydraulisch gedämpft, 120 mm Federweg                                              | Teleskopgabel, hydraulisch gedämpft, 120 mm Federweg                                              | Teleskopgabel, hydraulisch gedämpft, 120 mm Federweg                                              | Teleskopgabel, hydraulisch gedämpft, 120 mm Federweg                                              |
| Radaufhängung hinten  | Langarmschwinge, hydraulisch gedämpft, 80 mm Federweg; ab 1956 mit dreifacher Verstellmöglichkeit | Langarmschwinge, hydraulisch gedämpft, 80 mm Federweg; ab 1956 mit dreifacher Verstellmöglichkeit | Langarmschwinge, hydraulisch gedämpft, 80 mm Federweg; ab 1956 mit dreifacher Verstellmöglichkeit | Langarmschwinge, hydraulisch gedämpft, 80 mm Federweg; ab 1956 mit dreifacher Verstellmöglichkeit |
| Felgengröße           | 1,85B – 16" vorn und hinten                                                                       | 1,85B – 16" vorn und hinten                                                                       | 1,85B – 16" vorn und hinten                                                                       | 1,85B – 16" vorn und hinten                                                                       |
| Bereifung             | 3,25 – 16" vorn und hinten                                                                        | 3,25 – 16" vorn und hinten                                                                        | 3,25 – 16" vorn und hinten                                                                        | 3,25 – 16" vorn und hinten                                                                        |
| Bremsen               | Vollnabenbremsen vorn und hinten, (Ø 160 mm)                                                      | Vollnabenbremsen vorn und hinten, (Ø 160 mm)                                                      | Vollnabenbremsen vorn und hinten, (Ø 160 mm)                                                      | Vollnabenbremsen vorn und hinten, (Ø 160 mm)                                                      |
| Leergewicht           | 103 kg                                                                                            | 104 kg                                                                                            | 103 kg                                                                                            | 104 kg                                                                                            |
| zul. Gesamtgewicht    | 293 kg                                                                                            | 294 kg                                                                                            | 293 kg                                                                                            | 294 kg                                                                                            |
| Tankinhalt            | 10 l (Reserve: 1,5 l), später: 13 l (Reserve: 1,5 l)                                              | 10 l (Reserve: 1,5 l), später: 13 l (Reserve: 1,5 l)                                              | 10 l (Reserve: 1,5 l), später: 13 l (Reserve: 1,5 l)                                              | 10 l (Reserve: 1,5 l), später: 13 l (Reserve: 1,5 l)                                              |
| Höchstgeschwindigkeit | ?                                                                                                 | ?                                                                                                 | 93 km/h                                                                                           | 100 km/h                                                                                          |
| Bordspannung          | 6 V                                                                                               | 6 V                                                                                               | 6 V                                                                                               | 6 V                                                                                               |
| Batterie              | 6 V – 7 Ah                                                                                        | 6 V – 7 Ah                                                                                        | 6 V – 7 Ah                                                                                        | 6 V – 7 Ah                                                                                        |
| Elektrische Anlage    | 6 V – 25/35 W, später: 6 V – 40/50 W                                                              | 6 V – 25/35 W, später: 6 V – 40/50 W                                                              | 6 V – 25/35 W, später: 6 V – 40/50 W                                                              | 6 V – 25/35 W, später: 6 V – 40/50 W                                                              |

## Stückzahlen
| Modell       | Jahr | Jahr  | Jahr  | Jahr | Jahr | Jahr | Jahr | Jahr | Jahr | Jahr | Jahr | Jahr | Jahr | Jahr | Jahr | Gesamt |
| Modell       | 1953 | 1954  | 1955  | 1956 | 1957 | 1958 | 1959 | 1960 | 1961 | 1962 | 1963 | 1964 | 1965 | 1966 | 1967 | Gesamt |
| ------------ | ---- | ----- | ----- | ---- | ---- | ---- | ---- | ---- | ---- | ---- | ---- | ---- | ---- | ---- | ---- | ------ |
| Puch 125 SV  | 290  | 2669  | 5641  | 5715 | 2213 | 2244 | 1504 | 1005 | 738  | 154  | 331  | 228  | 178  | 99   | 5    | 23014  |
| Puch 125 SVS | 14   | 245   | 537   | 806  | 352  | 222  | 128  | 96   | 45   | 43   | 30   | 23   | 22   | 12   | 1    | 2576   |
| Puch 175 SV  | 6033 | 15459 | 12773 | 9804 | 9097 | 7087 | 5682 | 3916 | 1876 | 1152 | 716  | 415  | 2520 | 4361 | 24   | 81005  |
| Puch 175 SVS | 338  | 1903  | 1732  | 1684 | 910  | 505  | 584  | 408  | 139  | 64   | 33   | 42   | 26   | 8    | 2    | 8378   |

## Weiteres
Der Motor der Puch 175 SV wurde für das Militärkrad Puch 175 MCH (Moto-Cross-Heer) verwendet.